# Salsacate

### Salsacate
Salsacate es una localidad y municipio del oeste de la provincia de Córdoba, en la República Argentina. Es la cabecera del departamento Pocho.
La localidad se encuentra ubicada en el macizo rocoso de Los Gigantes, dentro del Valle de Traslasierra, en la región noroeste de la provincia. Está situada entre las localidades de San Carlos Minas y Villa Cura Brochero, a una distancia aproximada de 50 kilómetros de esta última.
La localidad se caracteriza, por la confluencia de dos cursos de agua: el río Jaime -de aguas dulces y con frecuentes cascadas- y el arroyo Cachimayo -cuyas aguas yodadas y saladas tienen su origen en la laguna de Pocho-.

## Historia
Salsacate es el Valle de la Campana, como le llamaban los españoles. Se extendía desde los Ticas, al norte del departamento Minas, hasta el Valle de Concarán en el este de la provincia de San Luis. Los españoles lo llamaban Valle de la Campana porque sus antiguos habitantes, los comechingones, hablaban la lengua a campana: al acentuar las palabras en la primera sílaba, "como el tañido de una campana". El nombre originario era Salsacate.
La localidad no fue fundada oficialmente, sino que fue formándose con el paso del tiempo. Cuando en el siglo XVI los españoles poblaron Córdoba y entraron en el Valle de Salsacate, este lugar estaba habitado, siendo en esa época su cacique Cusambich. Los comechingones permanecieron en este lugar y trabajaron hasta sus últimos días sirviendo a Bartolomé Jaime, quien había recibido estas tierras en carácter de encomienda en mérito por su actuación en el descubrimiento y posterior colonización del territorio de Córdoba, Argentina. Los bosques serranos eran hábitat de los étnicos, una parcialidad de los llamados comechingones.

## Geografía

### Población
Según el Censo Nacional de Población, llevado a cabo en 2022, Salsacate cuenta con una población de 2.063 habitantes, lo que representa un incremento del 14,3% en comparación con los 1.728 habitantes registrados en el censo de 2010. Esta cifra representa el 37% de la población total del departamento Pocho, lo que evidencia una notable concentración demográfica en esta localidad dentro de la región de Traslasierra.
| Gráfica de evolución demográfica de Salsacate entre 1991 y 2022 |
|                                                                 |
| Fuente de los Censos Nacionales del INDEC                       |

### Clima
La región en la que se encuentra Salsacate pertenece climáticamente al dominio semidesértico, caracterizado por precipitaciones escasas y una importante amplitud térmica. Las temperaturas medias anuales rondan los 18ºC, mientras que las lluvias oscilan entre los 300mm anuales en el sector oeste y los 600 mm en el este, lo que la convierte en una de las zonas más secas dentro del territorio cordobés.
Durante el verano, las temperaturas diurnas pueden alcanzar los 35ºC, mientras que por la noche pueden llegar a descender a los 18ºC. En invierno, las máximas rondan 12°C y las mínimas pueden descender hasta los -4°C. En el mes de julio, y especialmente durante la noche, se han llegado a registrar temperaturas cercanas a los -15ºC.

### Sismicidad
La región posee sismicidad media; y sus últimas expresiones se produjeron:
- 22 de septiembre de 1908 (116 años), a las 17.00 UTC-3, con 6,5 Richter, escala de Mercalli VII; ubicación 30°30′0″S 64°30′0″O / -30.50000, -64.50000; profundidad: 100 km ; produjo daños en Deán Funes, Cruz del Eje y Soto, provincia de Córdoba, y en el sur de las provincias de Santiago del Estero, La Rioja y Catamarca.

- 16 de enero de 1947 (78 años), a las 2.37 UTC-3, con una magnitud aproximadamente de 5,5 en la escala de Richter (terremoto de Córdoba de 1947)[1]

- 28 de marzo de 1955 (70 años), a las 6.20 UTC-3 con 6,9 Richter: además de la gravedad física del fenómeno, se unió el desconocimiento absoluto de la población a estos eventos recurrentes (terremoto de Villa Giardino de 1955)

- 7 de septiembre de 2004 (20 años), a las 8.53 UTC-3 con 4,1 Richter

- 25 de diciembre de 2009 (15 años), a las 21.42 UTC-3 con 4,0 Richter

- 2 de febrero de 2013 (12 años), a las 11:01 UTC-3 con 3,2 Richter

### Flora

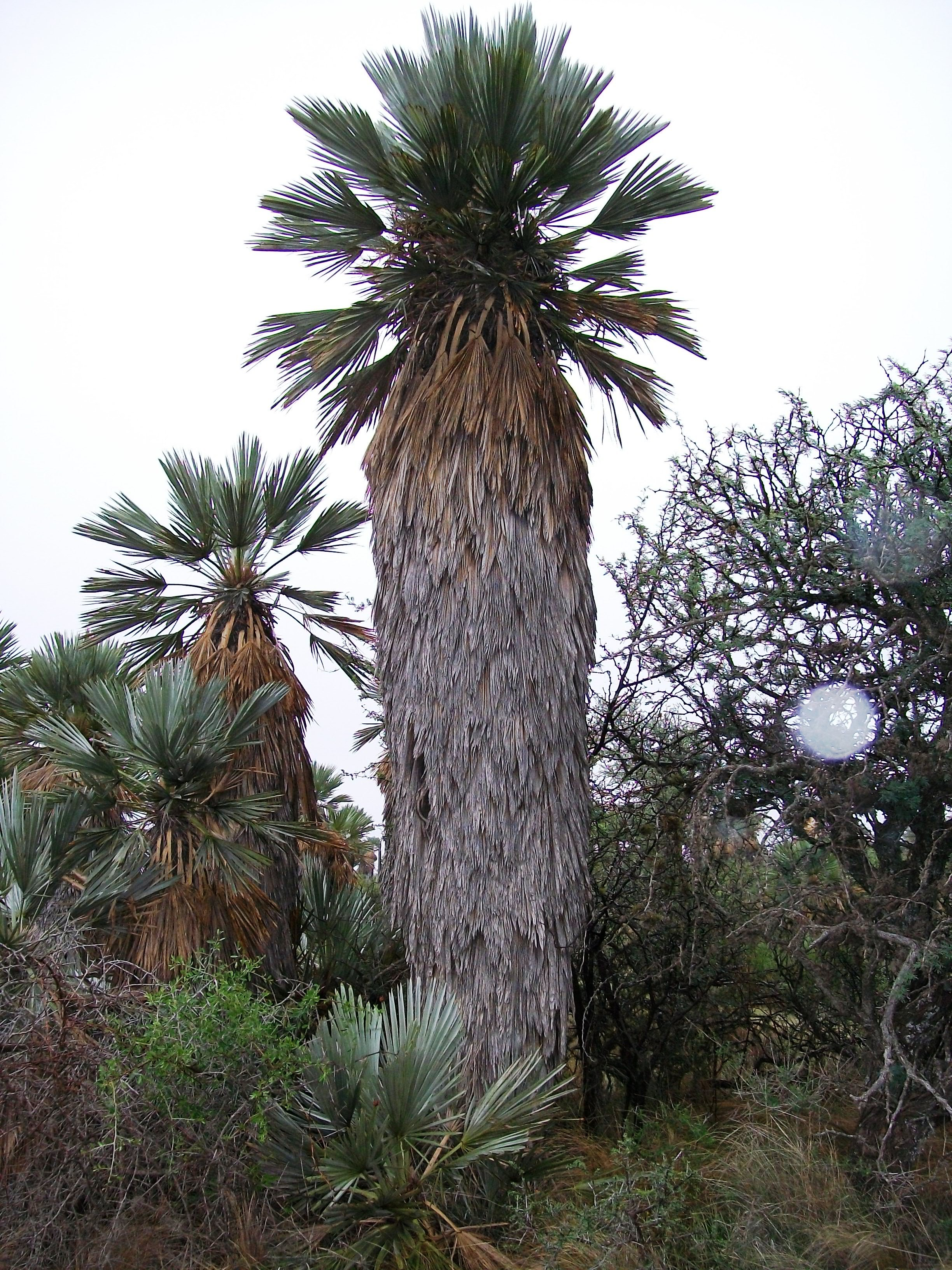
Palma (Pampa de Pocho).

Se encuentra a más de 950 msnm, en consecuencia las condiciones climáticas son determinantes de la vegetación, que varía entre las del bosque chaqueño (500 m de altura) el bosque serrano (500 a 1.300 m) o el bosque "romerillal" (1.300 a 1.700 m) con palmeras caranday, pastizales, o bosquecillos de altura.

## Turismo
- Minas de Cuchillaco: a 8 km de Salsacate; antigua Mina de los Jesuitas, con oro, plata y plomo, y mano de obra indígena. Pueden verse 20 bocas en la montaña entre socavones, chiflones y piques. Geológicamente, es un yacimiento vetiforme, adyacente a una cantera de mármol  explotada hasta 1996. La roca extraída era llevada al Trapiche de Taninga, donde se fundía y posteriormente se recuperaba el oro por flotación.
- Capilla de las Palmas: sobre Ruta Provincial 28, a 23 km de Salsacate. De 1645, junto al caserío de Las Palmas, constituyen las construcciones más antiguas de la región. En adobe, sus líneas son sencillas, de típico aire colonial español.
- Capilla de Pocho: a 35 km, de 1746, muestra semejanzas con capillas Riojanas y Catamarqueñas. Posee torre cuadrada, techo plano y altar mayor de mampostería y conserva dos antiguas imágenes españolas.
- Los Túneles: sobre la ruta 28, a 35 km, es una importante obra de ingeniería vial, construida en los años 1930. A 1.050 m, en su punto terminal se ve el llano agreste de Chancaní (en lengua indígena significa "fin de las estribaciones montañosas y principio de los llanos" (de La Rioja). Proyecto dirigido por los ingenieros Hahn y Breggia. Es muy visitado este paraje ya que permite el avistamiento a poca distancia de varios ejemplares del cóndor andino.
- Parque Natural y Reserva Forestal Chancaní: hacia el oeste de Salsacate sobre la Ruta Provincial 28, una vez traspuestos los primeros túneles descendiendo por la Cuesta de Chancaní, con el colorido de los Valles Riojanos. Es Parque natural y reserva forestal provincial por decreto octubre de 1986. Son 5.000 ha, ecológica y geográficamente representativas del noroeste cordobés.

- Taninga 3 km
- Laguna de Pocho  18 km
- Dique Pichanas  85 km
- Dique La Viña  73 km
- Museo Brocheriano  49 km
- Museo Rocsen  62 km
- Casino Mina Clavero 54 km
- Cerro Ciénaga  9 km. Escalamiento al Cerro Ciénaga: costumbre de días sábados para los pochanos, que temprano preparan sus mochilas para llegar a 1.269 msnm, observando una vista de la Pampa de Pocho.
- Cerro Los Gigantes  45 km
- Minas de Oro de Cuchillaco 8 km
- Charquina, pinturas rupestres 17 km

## Política

### Departamento Ejecutivo
El Departamento Ejecutivo está a cargo de un Intendente electo a simple pluralidad de sufragios, dura cuatro años en el mandato con posibilidad de ser reelegido por un segundo periodo. En la actualidad gobierna Unión Cívica Radical, con la señora Karina Figueroa como Intendente Municipal Interina, habiendo asumido al fallecer el intendente en ejercicio en el año 2020, y siendo ella presidenta del consejo deliberante.

### Elecciones municipales 2021
Según los datos oficiales se confirmó la victoria de Karina Figueroa. De los 2000 habitantes de Salsacate, 1400 (70% de la población) estaban habilitados para votar: se obtuvieron, con 766 votos a favor, la candidata de  Juntos por el Cambio se impuso ante el candidato del oficialismo provincial de Hacemos por Córdoba, el comisario retirado, José Heredia, quien obtuvo 630 sufragios. Con el 54% de los votos (135 de diferencia), la dirigente radical completará hasta 2023 el segundo mandato que inició en 2019 su padre, José Figueroa, quien murió de manera repentina en agosto de 2020 producto de un infarto. La electa intendenta se desempeñaba como presidenta del Concejo Deliberante cuando murió su padre, por lo que pasó a gobernar el municipio de manera interina. Se ha ratificado su continuidad por los próximos dos años al frente del Poder Ejecutivo local.

### Elecciones Legislativas Nacionales 2021
El partido Juntos por el Cambio obtuvo el 50% de los votos logrando un amplio triunfo.
El partido Hacemos por Córdoba obtuvo el 26% de los votos. 
La cantidad de sufragios fueron de 1400. Con una participación del 60% del electorado.

## Cultura
- En verano, los espectáculos musicales en la plaza central tienen la mayor convocatoria junto con los corsos de carnaval y el "Festival Regional del Maíz de la Pampa de Pocho".
- Festival Regional del Maíz de la Pampa de Pocho: Evento en la última semana de enero, reúne a la gente laboriosa, con la alegría y la sencillez del folclore nativo. Música, canto, desfiles de gauchos, exposiciones de maquinaria agrícola y artesanías. conforman la característica de este festival.
- El 9 de julio, con la fecha patria: Diferentes eventos deportivos y exposiciones artesanales de toda la zona y finalizando siempre con el tradicional locro  para todos los pochanos y visitantes que se encuentren en el pueblo.
- Septiembre: Semana Estudiantil del IPEM N.º 170: dos semanas de competencias estudiantiles, en distintas disciplinas deportivas, recreación, cultura (teatro, imitaciones de cantantes, creación de comerciales, justa del saber, imitación de musicales), búsqueda del tesoro, desfile de carrozas y más.

Finalmente el 7 de octubre se celebran las "Fiestas Patronales", donde habitantes de todo el departamento y turistas con el ánimo de cumplir con la Patrona del pueblo, participando también de eventos deportivos, exposición de artesanías y los infaltables desfiles de gauchos pochanos.

## Productos típicos
Salsacate se destaca por una variada producción de alimentos regionales y productos artesanales, muchos de los cuales forman parte de la identidad local y son valorados tanto a nivel nacional como internacional. 
Entre los cultivos más importantes de la región se encuentra el maíz, con una producción anual de entre 3 y 4 toneladas por hectárea. Además, es una de las pocas zonas del país donde se cultiva amaranto, un grano ancestral destinado principalmente a la exportación.
La miel pura de abejas, reconocida por sus propiedades naturales, posee características que la hacen apta para la exportación. En menor grado, se elaboran queso y huesillos caseros, junto con pan artesanal, los cuales son comercializados en negocios locales y en localidades turísticas cercanas. 

La producción local incluye también una amplia gama de productos regionales como especias, nuez, setas, pasas de higo, pelones, arrope, duraznos, soja, sorgo, leche de cabra, dulces —como el de tuna— y licores, entre ellos el tradicional licor de peperina.

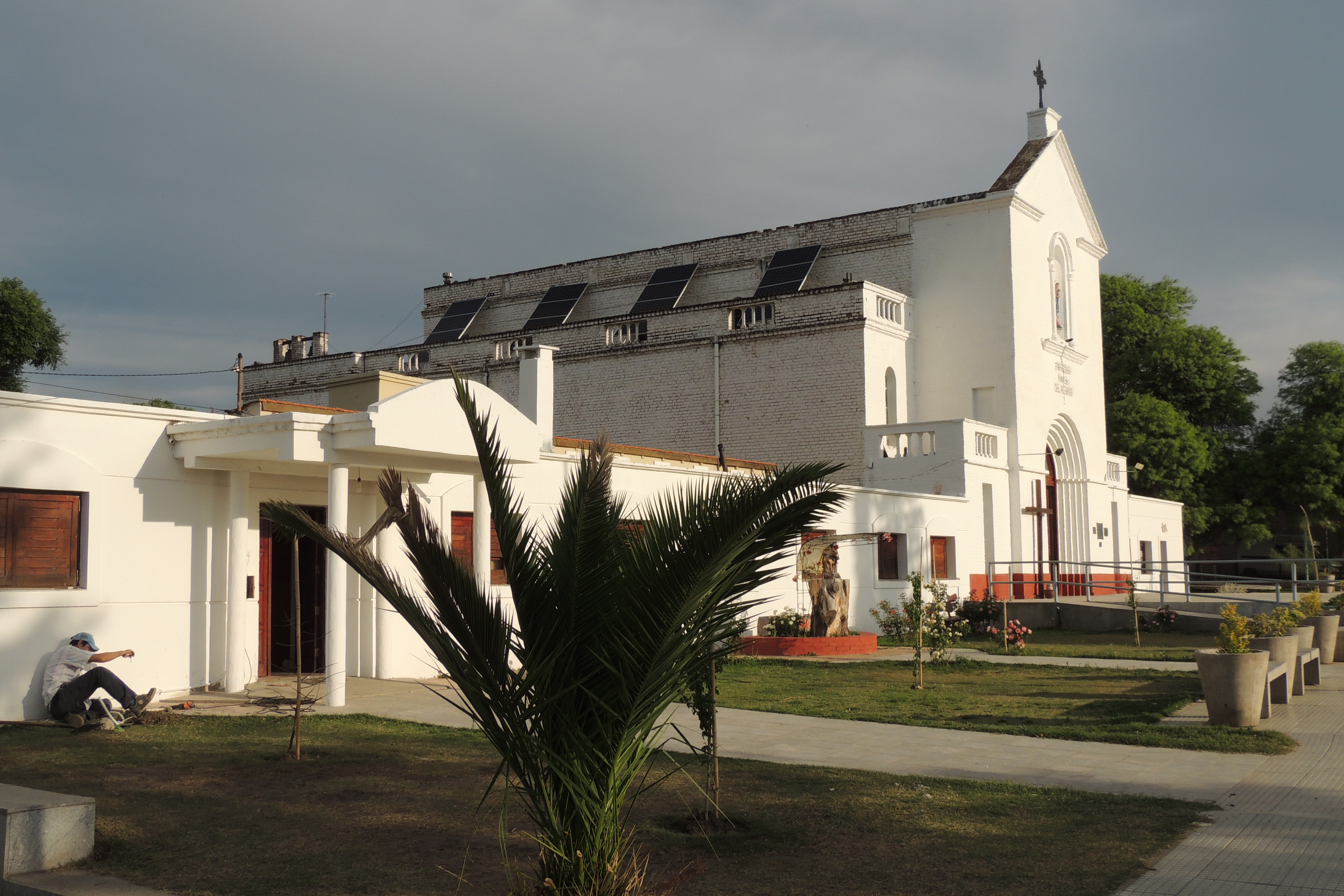
Parroquia Nuestra Señora del Rosario

## Parroquias de la Iglesia católica en Salsacate
| Diócesis  | Cruz del Eje               |
| --------- | -------------------------- |
| Parroquia | Nuestra Señora del Rosario |